# Super Mario 3D World
Super Mario 3D World er et platformspil, der er udviklet af Nintendo EAD Tokyo og udgivet av Nintendo til Wii U. Spillet er det sjette originale tredimensionelle platformspil i Super Mario-serien og er efterfølgeren til Nintendo 3DS-spillet Super Mario 3D Land fra 2011. Det blev udgivet internationalt i løbet af november 2013.
Spillet støtter lokal multiplayer for op til fire spillere samtidigt. Det har i begyndelsen fire spilbare figurer med forskellige evner og egenskaber: Mario, Luigi, prinsesse Peach og Toad. Dette er de samme karakterer, der var spilbare i spillet Super Mario Bros. 2 til Nintendo Entertainment System.